# 白羽凤尾蕨
白羽凤尾蕨（学名：Pteris ensiformis var. victoriae）为凤尾蕨科凤尾蕨属下的一个变种。

## 扩展阅读
- 維基物種上的相關：白羽凤尾蕨